# Brínkovskaya
Brínkovskaya (del ruso: Бриньковская) es una stanitsa del raión de Primorsko-Ajtarsk del krai de Krasnodar en el sur de Rusia. Está situada en la desembocadura del río Beisug a través del limán Beisugski en el mar de Azov, 32 km al este de Primorsko-Ajtarsk y 113 km al norte de Krasnodar, la capital del krai. Tenía 5 109 habitantes en 2010
Es cabeza del municipio Brinkovskoye, al que pertenece asimismo Imeni Tamarovskogo.

## Historia
La localidad fue fundada en 1815 por pescadores cosacos con el nombre de jútor Brinkov en homenaje al general Iván Fiódorovich Brink, que según la leyenda había sido enterrado en ese lugar, emplazamiento del fuerte Beisugski en la época de las campañas de Aleksandr Suvórov. Recibió el estatus de stanitsa en 1866. En época soviética destacó por su producción hortícola y vinícola.

## Transporte
La estación de ferrocarril más cercana se halla en Olginskaya, 12 km al sudoeste.

## Personalidades
- Grigori Bajchivandzhi (1909-1943), piloto soviético.